# Перлов, Андрей Борисович
Андрей Борисович Перлов (род. 12 декабря 1961, Новосибирск) — советский легкоатлет, заслуженный мастер спорта СССР (1990), чемпион Олимпийских игр 1992 года в ходьбе на 50 км, дважды победитель (1987, 1989) в командных соревнованиях Кубка мира, шестикратный чемпион СССР на 20 км (1990, 1989) и 50 км (1984, 1985, 1989). Ныне спортивный функционер.

## Биография
Начал заниматься спортивной ходьбой в 1975 году под руководством тренера Виктора Ивановича Швецова. Окончил Новосибирский институт водного транспорта. Чемпион соревнований «Дружба» 1984 года. Выступал за «Динамо» Новосибирск.
После завершения в 1996 году спортивной карьеры работает спортивным функционером. Занимал должность заместителя руководителя департамента физической культуры и спорта Новосибирской области, с 2016 года был исполнительным директором Федерации футбола Новосибирской области. С 13 мая 2020 до 25 августа 2022 года работал генеральным директором ФК «Новосибирск».
В марте 2024 года спортсмен стал фигурантом расследования о хищении бюджетных средств и в последствие заключён под стражу. В заключении Перлову было неоднократно предложено заключить контракт на участие во вторжении в Украину, однако, он отклонил данное предложение, полагая, что само дело возбуждено незаконно, а использование подобного способа избежать преследования послужило бы согласием с виной в преступлении, которого он не совершал.

## Личная жизнь
Жена Ольга, бывшая спортсменка-легкоатлетка. Сын Александр, дочь Алина, внучки: Анастасия, Таисия, внуки: Алексей, Андрей.